# Скляров, Александр Владимирович
Александр Владимирович Скляров (16 июля 1949, Борисоглебск — 3 апреля 2023, Воронеж) — советский и российский баянист, музыкальный педагог. Народный артист Российской Федерации (1994).

## Биография
Родился 16 июля 1949 года в Борисоглебске Воронежской области.
Окончил детскую музыкальную школу города Борисоглебска (класс баяна В.П. Маслов) в 1964 году, Московское музыкальное училище имени Гнесиных (класс баяна А.Т. Гаценко) в 1968 году и Государственный музыкально-педагогический институт имени Гнесиных (класс А.А. Лубенникова и С.М. Колобкова) в 1973 году.
С 1973 года и до конца жизни — преподаватель кафедры оркестровых народных инструментов Воронежского государственного института искусств. С 1992 года — профессор.
С 1978 по 2014 год — солист-инструменталист Воронежской областной филармонии.
Сыграл более 4100 сольных концертов. Выступал в концертном зале Карнеги-холл. Гастролировал с баяном во Франции, Швейцарии Японии, Украине, Германии, Италии, Швеции, Югославии, Болгарии, Чехословакии, Испании, Корее, Польши, Китае.
Играл на баяне «АККО» Воронежской фабрики.
По оценкам музыкальных критиков, в его исполнительском искусстве присутствовала живая разговорная интонация.
Скляров любил старинную музыку, при этом уточнял: «Моцарта могу играть на протяжении четырех часов! Столько произведений Вольфганга Амадея входит сейчас в мои программы (естественно, в переложении для баяна)».
Скончался 3 апреля 2023 года на 74-м году жизни. Похоронен на Берёзовском кладбище Воронежа.
Лауреат международного конкурса "Кубок мира" (Брюгге, 1971, золотая медаль)

## Признание
- Народный артист Российской Федерации (1994)
- Заслуженный артист РСФСР (1985)
- Почётный знак Правительства Воронежской области «Благодарность от земли Воронежской» (2019)